# Tang Jiuhong
Tang Jiuhong, 唐九红S (Contea di Anhua, 14 febbraio 1969), è un'ex giocatrice di badminton cinese, una delle più forti giocatrici al mondo nel singolare femminile tra la fine degli anni '80 e l'inizio degli anni '90.

## Carriera
I suoi risultati a livello internazionale iniziano con la conquista della medaglia d'oro ai Campionati asiatici di badminton del 1988, battendo in finale la connazionale Huang Hua.
L'anno successivo Tang ottiene la medaglia di bronzo ai Campionati mondiali di Giacarta, sconfitta in semifinale dalla connazionale Li Lingwei, e vince le World Badminton Grand Prix Finals di Singapore.
Il 1990 è l'anno che la vede primeggiare anche nelle competizioni a squadre, vincendo dapprima la Uber Cup, successo che ripeterà anche nell'edizione del 1992, e poi vincendo ai Giochi Asiatici di Pechino la medaglia d'oro sia nella gara a squadre, sia nel singolare contro la sudcoreana Lee Young-suk in finale.
Nel 1991 si laurea campionessa del mondo ai Campionati mondiali di Copenaghen, battendo in finale l'indonesiana Sarwendah Kusumawardhani. Sempre ai Campionati mondiali, è stata semifinalista nelle edizioni del 1989 e del 1993, conquistando in entrambi i casi la medaglia di bronzo.
Nel 1992 Tang si presenta come la principale favorita del torneo singolare femminile alle Olimpiadi di Barcellona, ma in semifinale viene sconfitta dall'indonesiana Susi Susanti, la quale poi si aggiudicherà la medaglia d'oro sconfiggendo in finale la sudcoreana Bang Soo-hyun. La semifinale olimpica comunque le basta per aggiudicarsi la medaglia di bronzo a pari merito con la connazionale Huang Hua. E' da rimarcare il fatto che Tang Jiuhong, nel corso dei Campionati mondiali dell'anno precedente da lei vinti, aveva battuto sia Bang Soo-hyun nel 4º turno che Susi Susanti in semifinale.
Nel corso dello stesso 1992, Tang si aggiudica anche la medaglia d'oro nella Coppa del Mondo disputata a Guangzhou.